# Ejecución en la calle Powązkowska

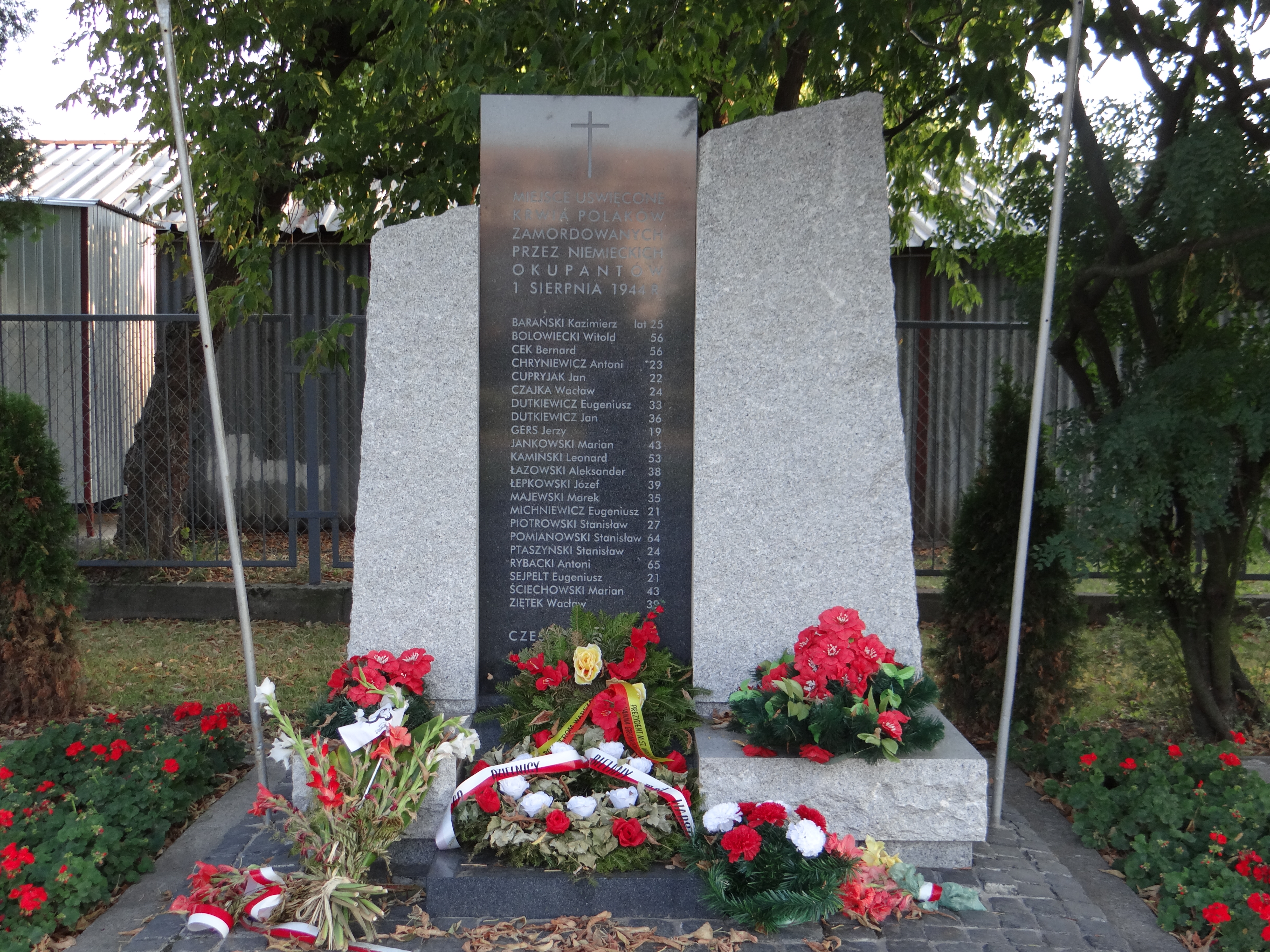
Monumento a las víctimas de la ejecución

Ejecución en la calle Powązkowska - un asesinato en masa de 22 residentes de Powązki en Varsovia cometido por los alemanes el 1 de agosto de 1944. La ejecución, en la que fueron asesinados los hombres que vivían en una casa en la calle  Powązkowska 41, fue uno de los primeros crímenes alemanes cometidos durante la represión del Levantamiento de Varsovia.

## Preludio
El 1 de agosto de 1944 Powązki, como el resto de Varsovia, participó en el levantamiento. Cerca de 120 miembros del Grupo del Ejército Nacional Żyrafa intentaron atacar el Fort Bema (así llamado Pionierpark) ocupado por los alemanes. Sin embargo, el ataque se desbarató bajo el fuego de las ametralladoras alemanas, cuyos escondites se encontraban en el cercano cementerio militar. Parte del campo (la unidad del capitán Sławomir) fue forzada a la clandestinidad en Powązki y en el pueblo de Chomiczówka.

## Procedimientos de ejecución
Después de repeler el ataque polaco, los alemanes decidieron vengarse de la población civil. Alrededor de las 6 de la tarde, soldados de la guarnición del Fort Bema rodearon la casa en la calle Powązkowska 41, desde la cual dos horas antes los insurgentes habían disparado a los alemanes que se encontraban en el edificio opuesto (como resultado de lo cual un oficial alemán y un soldado murieron). Los vecinos de la casa no participaron en el levantamiento, además se sorprendieron por el estallido del levantamiento. Sin embargo, los alemanes expulsaron a todos los civiles del edificio y luego los condujeron hacia el fuerte. Allí los polacos fueron divididos en dos grupos: uno formado por mujeres y niños, y el otro por hombres.
Después de unas horas, un oficial alemán habló con los detenidos, afirmando que habían disparado contra soldados alemanes desde la casa en la que vivían, como resultado de lo cual dos alemanes habían resultado muertos y uno herido. El oficial se dirigió a las mujeres y los niños con las siguientes palabras: Sus padres, hermanos bandidos, mataron a un oficial y a un soldado alemán, por los que serán fusilados. Finalmente, anunció que las mujeres y los niños permanecerían como rehenes y serían fusilados si los condenados a muerte intentaban resistir o escapar.
Inmediatamente después de ese discurso, los soldados alemanes llevaron a los hombres al así  llamado rozlewisko przy Szosie Powązkowskiej, situada cerca del Fort Bema y la iglesia de San Josafat. Eran alrededor de las 10 y media de la tarde. Allí, dos alemanes estaban eligiendo a una persona de cada grupo, a la que se llevaron varios metros más lejos y asesinaron con un disparo en la nuca. Las personas que dieron señales de vida fueron rematados. Después de la ejecución, los soldados regresaron al Fort Bema. Dos hombres, Władysław Bombel y Stefan Mielczarek (ambos heridos) lograron sobrevivir a la masacre.
Según las fuentes, 21 residentes de la casa en la calle Powązkowska 41 (de 18 a 65 años) fueron asesinados esa noche. Sin embargo, el monumento erigido después de la guerra muestra los nombres de 22 víctimas.

## Conmemoración
En 1960, se colocó una cruz metálica en la escena del crimen, con una placa con los nombres de las víctimas. En 2011, el sitio conmemorativo fue completamente renovado. En lugar de la cruz se construyó un monumento completamente nuevo con una altura de 200 cm y un ancho de 170 cm. Su elemento central es una placa de piedra con los nombres de los asesinados.